# Iwan Czeriepnin
Iwan Aleksandrowicz Czeriepnin (ros. Иван Александрович Черепнин, ur. 5 lutego 1943 w Issy-les-Moulineaux, koło Paryża, zm. 11 kwietnia 1998 w Bostonie)  – amerykański kompozytor, dyrygent i pedagog rosyjskiego pochodzenia. Naturalizowany jako Amerykanin w 1960 .

## Życiorys
Pochodził ze słynnej rodziny Czeriepninów. Jego dziadek Nikołaj, uczeń Nikołaja Rimskiego-Korsakowa, był kompozytorem i dyrygentem, ojciec Aleksandr – kompozytorem i pianistą, a brat Siergiej – kompozytorem i projektanem instrumentów elektronicznych. Jego synowie Siergiej i Stefan również są kompozytorami  .
Gry fortepianowej uczył się u matki. Kompozycję studiował u ojca w Paryżu. Następnie w latach 1960–1964 studiował na Harvardzie u Randalla Thompsona i Leona Kirchnera  , uzyskując bakalaureat (BA) w 1964 oraz magisterium (MA) w 1969 . W 1965 studiował również prywatnie u Pierre’a Bouleza. Dalsze studia kontynuował pod kierunkiem Henriego Pousseura i Karlheinza Stockhausena  . 
Wykładał w Konserwatorium w San Francisco i na Stanford, a od 1972 jako profesor nadzwyczajny na Harvardzie. Był tam dyrektorem studia muzyki elektronicznej. Stanowisko to piastował aż do swojej śmierci  .